# ソ・ジュヨン
ソ・ジュヨン（韓国語：소주연、1993年12月31日 - ）は、韓国の女優、モデル。E&Sエンターテインメント所属。身長は157cm。血液型はB型。

## 人物・生い立ち
1993年、ソウル特別市永登浦区に一人っ子として生まれる。
日本の文化が好きで、大学は日本語学科を専攻していた。日本人のようなルックスと言われることもある。
大学卒業後は2年間病院の事務職に就き、サービス業のアルバイトなども経験。SNS上に自分の写真を掲載したところ、事務所にスカウトされ芸能界入りした。
俳優としてロールモデルとする人はいないが、周りにいる人々がロールモデルで、自然な人になることが俳優としての目標と語る。

## 来歴
2017年、パク・ボヨンと共演したマウスウォッシュのCMでデビューする。
2018年、プレイリストのWEBドラマ『ちっぽけでも大丈夫』でドラマ初出演ながら主演に抜擢され仕事に悩みながら働く主人公を演じた。このドラマでの好演がきっかけで、翌2019年、同じく会社を舞台にしたKBS2ドラマ『会社に行きたくない』にキャスティングされ、雑務に追われる入社3年目の会社員を演じた。
2020年、人気ドラマシリーズ『浪漫ドクター キム・サブ2』で応急医学科専攻医ユン・アルム役を演じ、SBS演技大賞新人女優賞を受賞。
同年、6人の男女の恋愛模様を描いたドラマ『都会の男女の恋愛法』ではソ・リニ役を演じ、恋人役のキム・ミンソクとリアルなラブストーリーを展開した。初恋ロマンスドラマ『美しかった私たちへ』では高校生の主人公シン・ソリを演じるなど、30前後の役から女子高生まで幅広い年齢の役柄を演じる。
主演を務めたインディペンデント映画『Festival』が第24回富川国際ファンタスティック映画祭で作品賞、観客賞、配給支援賞を獲得した。

## 出演
太字は主演作

### ドラマ
- ちっぽけでも大丈夫（2018年）- キム・ジアン役
- マイ・ヒーリング・ラブ～あした輝く私へ～（2018年、MBC）- ヤン・ウンジュ役
- 会社行きたくない（2019年、KBS2）- イ・ユジン役[12]
- 来連中（2019年、YouTube）- イ・ジンジュ役
- 浪漫ドクター キム・サブ2（2020年、SBS）- ユン・アルム役[13]
- 産後調理院（2020年、tvN）- アレックス・チョイ役（カメオ出演）
- 都会の男女の恋愛法（2020年 - 2021年、kakao TV・Netflix）- ソ・リニ役[14]
- 美しかった私たちへ（2020年 - 2021年、kakao TV・Netflix）- シン・ソリ役[15]
- KBSドラマスペシャル2021（2021年）
- 青春ブロッサム（2022年）-ハン・ソマン役[16]
- 浪漫ドクターキム・サブ3（2023年、SBS）- ユン・アルム役

### 映画
- ひそひそ（2018年）
- Festival（2020年）[17]

### 広告
- ガリクソン（2017年）
- オリーブヤング（2018年）
- SKテレコム（2018年）
- サントリー ほろよい（2018年）
- 農心 天ぷらうどん（2019年）

## 雑誌
- 「NYLON」2020年3月号[18]

## 賞とノミネート
- 2020年「SBS演技大賞 最優秀新人女優賞」（『浪漫ドクター キム・サブ2』）